# Manilkara sylvestris
Manilkara sylvestris är en tvåhjärtbladig växtart som beskrevs av André Aubréville och François Pellegrin. Manilkara sylvestris ingår i släktet Manilkara och familjen Sapotaceae.
Artens utbredningsområde är Elfenbenskusten. Inga underarter finns listade i Catalogue of Life.